# Calamanthus
Calamanthus – rodzaj ptaków z podrodziny buszówek (Acanthizinae) w obrębie rodziny buszówkowatych (Acanthizidae).

## Zasięg występowania
Rodzaj obejmuje gatunki występujące w Australii (w tym na Tasmanii).

## Morfologia
Długość ciała 11,5–14 cm; masa ciała 14–20 g.

## Systematyka
Rodzaj zdefiniował w 1837 roku angielski zoolog William Swainson w publikacji swojego autorstwa On the natural history and classification of birds, jednak nadana przez niego nazwa okazała się zajęta przez nazwę Praticola – niepoprawna późniejsza pisownia Pratincola Carla Ludwiga Kocha z 1816 roku dla rodzaju ptaków z rodziny muchołówkowatych (Muscicapidae) – której użył w 1829 roku niemiecki przyrodnik Johann Jakob Kaup. Nową nazwę – Calamanthus – ukuł w 1838 roku angielski zoolog John Gould. Gatunkiem typowym jest pustkowik kreskowany (Calamanthus fuliginosus).

### Etymologia
- Praticola: łac. pratum, prati „łąka”; -cola „mieszkaniec”[9]. Typ nomenklatoryczny: Praticola anthoides Swainson, 1837 (= Anthus fuliginosus Vigors & Horsfield, 1827).
- Calamanthus (Calamoanthus, Calantanthus): gr. καλαμι kalamē „słoma, szczecina” (por καλαμος calamos „trzcina”); rodzaj Anthus Bechstein, 1805, świergotek[10].
- Eremianthus: gr. ερημια erēmia „pustynia, pustkowie”; rodzaj Anthus Bechstein, 1805, świergotek[11]. Typ nomenklatoryczny: Calamanthus campestris wayensis Mathews, 1912.

### Podział systematyczny
Do rodzaju należą następujące gatunki:
- Calamanthus fuliginosus (Vigors & Horsfield, 1827) – pustkowik kreskowany
- Calamanthus montanellus Milligan, 1903 – pustkowik skalny
- Calamanthus campestris (Gould, 1841) – pustkowik łąkowy